# 베바냐
베바냐(이탈리아어: Bevagna)는 이탈리아 움브리아주 페루자도에 있는 토피노강의 범람원에 위치한 코무네다.
페루자에서 남동쪽으로 25 km, 폴리뇨로부터 서쪽으로 7 km, 몬테팔코로부터 북북서쪽 7 km, 아시시에서 남쪽 15 km, 트레비의 북서쪽 15 km 거리에 있다.

## 역사
이 도시는 오스키-에트루리아 정착지에서 기원을 하였다. 기원전 90~80년 쯤에 메바니아(Mevania)라고 불리는 로마의 뮤니시퓸가 되었다. 그곳은 길이 다시 합쳐지는 포룸 플라미니이의 서남서 15 km거리의 플라마니아 가도 서쪽 길에 위치했다.
기원전 310년, 집정관 파비우스는 이곳에서 움브리아 군대들을 격파했다. 하지만 이곳은 서기 1세기까지 언급되지 않았다. 69년에 비텔리우스의 군대가 이곳에서 베스파시아누스의 지원을 기다렸다.
티니아 강 인근의 목초지와 클리툼누스 강(Clitumnus, 오늘날의 클리툰노<Clitunno> 강)의 하얀 황소는 프로페르티우스에 의해서 언급됐다. 메바니아는 특히 실리우스 이탈리쿠스, 루카누스, 스타티우스 같은 후기 작가들에게 많이 언급되었다.